# Chippubetsu
Chippubetsu (japanska: 秩父別町?, Chippubetsu-chō) är en landskommun (köping) i Hokkaido prefektur i Japan. 